# Leonel González
Leonel Hernán González (Concordia, 25 marzo 1994) è un calciatore argentino, difensore del Melgar.

## Caratteristiche tecniche
È una terzino sinistro.

## Carriera
Cresciuto nel settore giovanile del Newell's Old Boys, nel gennaio del 2016 si trasferisce a titolo definitivo all'Estudiantes (BA); debutta il 10 aprile in occasione dell'incontro di Primera B Metropolitana perso 3-0 contro il Dep. Español.
Nel 2020 viene ceduto in prestito al Godoy Cruz.

## Statistiche

### Presenze e reti nei club
Statistiche aggiornate al 17 agosto 2021.
| Stagione        | Squadra          | Campionato      | Campionato | Campionato | Coppe nazionali | Coppe nazionali | Coppe nazionali | Coppe continentali | Coppe continentali | Coppe continentali | Altre coppe | Altre coppe | Altre coppe | Totale | Totale |
| Stagione        | Squadra          | Comp            | Pres       | Reti       | Comp            | Pres            | Reti            | Comp               | Pres               | Reti               | Comp        | Pres        | Reti        | Pres   | Reti   |
| --------------- | ---------------- | --------------- | ---------- | ---------- | --------------- | --------------- | --------------- | ------------------ | ------------------ | ------------------ | ----------- | ----------- | ----------- | ------ | ------ |
| 2016            | Estudiantes (BA) | PB              | 6          | 0          | CA              | 0               | 0               |                    | -                  | -                  |             | -           | -           | 6      | 0      |
| 2016-2017       | Estudiantes (BA) | PB              | 23         | 0          | CA              | 1               | 0               |                    | -                  | -                  |             | -           | -           | 24     | 0      |
| 2017-2018       | Estudiantes (BA) | PB              | 13         | 0          | CA              | 0               | 0               |                    | -                  | -                  |             | -           | -           | 13     | 0      |
| 2018-2019       | Estudiantes (BA) | PB              | 31         | 1          | CA              | 4               | 0               |                    | -                  | -                  |             | -           | -           | 35     | 1      |
| 2019-2020       | Estudiantes (BA) | PN              | 16         | 1          | CA              | 0               | 0               |                    | -                  | -                  |             | -           | -           | 16     | 1      |
| 2020            | Godoy Cruz       |                 | -          | -          | CdL             | 10              | 1               |                    | -                  | -                  |             | -           | -           | 10     | 1      |
| 2021            | Godoy Cruz       | PD              | 4          | 0          | CA+CdL          | 2+9             | 0               |                    | -                  | -                  |             | -           | -           | 15     | 0      |
| Totale carriera | Totale carriera  | Totale carriera | 93         | 2          |                 | 26              | 1               |                    | -                  | -                  |             | -           | -           | 119    | 3      |